# Anka Pelowa
Anka Pelowa (bulgarisch Анка Пелова; * 27. Januar 1939 in Panagjurischte) ist eine ehemalige bulgarische Sportschützin. Sie war Welt- und Europameisterin.

## Leben
Pelowa besuchte die Hochschule für Körperkultur und Sport Georgi Dimitrow in Sofia.
1976 und 1979 wurde sie Europameisterin im Damen Einzel im KK-Standardgewehr 60 Schuss liegend, 50 Meter. Im entsprechenden Mannschaftswettbewerb gewann sie bei den Europameisterschaften 1977 mit der bulgarischen Damen-Nationalmannschaft die Bronzemedaille und wurde 1980 Europameister.
In der Damen Einzel Disziplin KK-Standardgewehr 60 Schuss (3 × 20), 50 Meter wurde sie 1974 Weltmeisterin sowie 1975 und 1976 Europameisterin und gewann 1977 die Bronzemedaille. Im Mannschaftswettbewerb gewann sie bei den Weltmeisterschaften 1974 die Silbermedaille und bei den Europameisterschaften 1976 Bronze. 1980 wurde sie in dieser Disziplin Europameisterin.
Im Damen Einzel Luftgewehr 40 Schuss, 10 Meter gewann sie bei den Weltmeisterschaften 1980 und 1981 jeweils Bronze. Im Mannschaftswettbewerb erzielte sie 1979 Bronze und gewann 1980 Gold.